# Walko Lajos
Walko Lajos, teljes születési nevén Walkó Lajos Béla Endre (Budapest, 1880. október 30. – Visegrád, 1954. január 10.) országgyűlési képviselő, Magyarország külügyminisztere.

## Családja és származása
Apja az ágostai hitvallású polgári származású Walkó Lajos (1852–1901), a Magyar Leszámítoló és Pénzváltó Bank igazgatója, anyja a római katolikus nemesi származású tóth-lipcsei Fabriczius Amália (1853–1924). Az anyai nagyszülei tóth-lipcsei Fabricius Endre (1823–1902), ügyvéd, közjegyző és zabári Szontagh Amália (1825–1893) voltak.

## Élete
Jogot végzett, majd a lipcsei, majd a berlini egyetemen nemzetgazdaságtant hallgatott. Hazatérve a Magyar Leszámítoló- és Pénzváltóbank szolgálatába lépett. 1911-ben a pénzügyminisztérium tisztviselője, 1917-től tanácsos, 1919 szeptemberétől 1920 decemberéig államtitkár. 1921-ben az Osztrák–Magyar Bank főtanácsosa.
A Bethlen-kormányban különböző posztokat töltött be. 1921. szeptember 27-től december 3-ig a pénzügyminisztérium adminisztratív vezetője (államtitkár, miniszteri hatáskörrel), 1921 decemberétől rendkívüli követ és meghatalmazott miniszter. 1922. június 16-tól 1926. október 15-ig kereskedelemügyi miniszter és 1925. március 5-től 17-ig a külügyminisztérium vezetője, 1925. március 17-től 1930. december 9-ig külügyminiszter is. 1924. február 20-tól március 25-ig ideiglenes pénzügyminiszter. Ezt követően 1931. augusztus 24-től 1932. október 1-ig külügyminiszter a Károlyi-kormányban.
Bethlen István mellett jelentős szerepet játszott a Horthy-rendszer külföldi kölcsönnel történt pénzügyi stabilizálásában; 1926-ban népszövetségi fődelegátus. 1938-tól a Pesti Magyar Kereskedelmi Bank elnöke volt.

## Házassága és leszármazottjai
1913. szeptember 25-én Budapesten, a II. kerületben házasságot kötött Weiss Eleonórával (Budapest, 1885. szeptember 21.–Visegrád, 1963. december 23.), akinek a szülei Weiss Fülöp (1859–1942), a Pesti Magyar Kereskedelmi Bank igazgatóságának az elnöke, közgazdász, a magyar Felsőház tagja, a Magyar Érdemrendnek, a Ferenc József-rendnek és Vaskorona-rendnek a tulajdonosa, valamint Garai Flóra (1864–1928) voltak. Walkó Lajos és Weiss Eleonóra frigyéből született:
- Walkó Eleonóra (Budapest, 1914. június 16.–Kematen, Tirol, Ausztria, 1965. október 29.). Férje: hídvégi és oltszemi gróf Nemes János Vince (Bécs, 1910. március 16.–Kematen, Tirol, Ausztria, 1965. október 29.), nagybirtokos.[10]
- Walkó Erzsébet Adrienne (Budapest, 1916. augusztus 21.–Visegrád, 2002. március 3.). Férje: zicsi és vásonkeői gróf Zichy Aladár Ödön Vilmos Jenő József Mária (Budapest, 1910. január 15.–Budapest, 1969. október 31.), diplomás mezőgazdász, nagybirtokos.[11]